# Zara (district)
Zara is een Turks district in de provincie Sivas. Het district heeft een oppervlakte van 2578,0 km² en grenst aan de volgende districten: Doğanşar, Koyulhisar, Suşehri, İmranlı, Divriği, Kangal en Hafik.

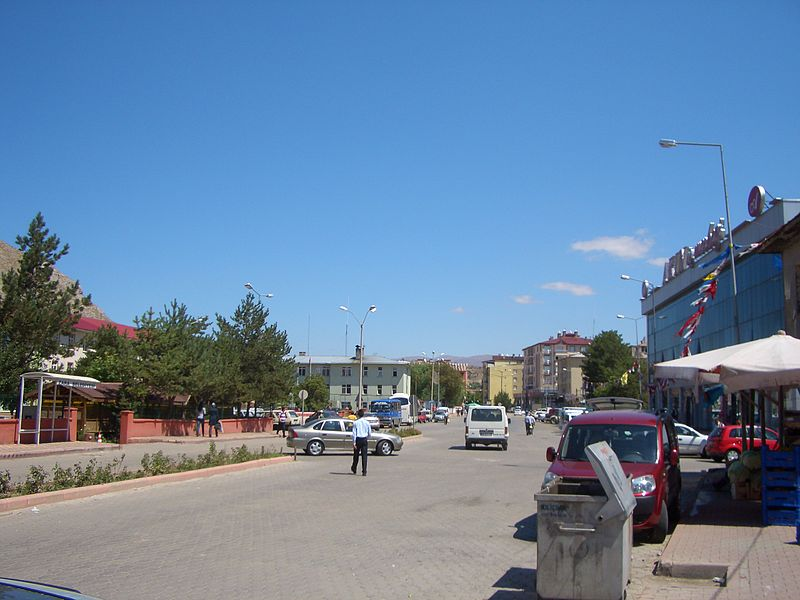
A view from Zara city center

## Bevolking
Het district Zara bestaat uit de stad Zara en 135 dorpen op het platteland. In 2020 telde het district 21.753 inwoners, waarvan 11.548 in de stad Zara en 10.195 in een van de 135 dorpen. Het grootste dorp is Korkut (710 inwoners in 2020), gevolgd door Yapak (331 inw.), Şerefiye (293 inw.), Gümüşçevre (270 inw.), Tuzlagözü (260 inw.), Nasır (240 inw.), Kaplan (233 inw.) en Ekinli (223 inw.). De meeste dorpen in het district zijn erg dunbevolkt en tellen in de wintermaanden minder dan 50 permanente inwoners.
De bevolkingsontwikkeling van het district is weergegeven in onderstaande grafiek, waarbij "y1" het aantal inwoners in dorpen is en "y2" het aantal inwoners in de stad.
Vanwege een beveiligingsprobleem met de MediaWiki Graph-software is het momenteel niet mogelijk deze grafiek weer te geven. Zodra de software is bijgewerkt zal de grafiek vanzelf weer zichtbaar worden.
Sinds 1965 is het inwonertal van Zara continu gedaald, met name op het platteland. Zo woonden er in 1965 nog 49.202 personen in de dorpen op het platteland, terwijl dat in 1990 halveerde tot 22.202 personen en in 2000 15.580 personen bedroeg. Het inwonertal van de stad Zara groeide in dezelfde periode echter van 7661 personen in 1965 tot een maximum van 17.664 in 2000, waarna het begon te dalen en sinds 2010 rond de 11.500 inwoners schommelt.

### Religie
In de stad Zara vormen soennitische moslims de meerderheid van de bevolking (c. 75%), maar er is ook een significante alevitische minderheid (c. 25%). Van de 135 dorpen in het district, worden er 73 uitsluitend bewoond door alevieten, terwijl 54 dorpen van oorsprong een soennitische bevolking hebben en de overige 8 dorpen "religieus gemengd" zijn. Alhoewel bijna alle dorpen in de regio kampen met een bevolkingsafname (vanwege emigratie), is deze bevolkingskrimp intensiever in dorpen met een alevitische bevolking. Hierdoor is het percentage alevieten in het district de afgelopen jaren flink gedaald.